# Protodictya apicalis
Protodictya apicalis är en tvåvingeart som beskrevs av Steyskal 1950. Protodictya apicalis ingår i släktet Protodictya och familjen kärrflugor. Inga underarter finns listade i Catalogue of Life.